# Pomacentrus stigma
Pomacentrus stigma là một loài cá biển thuộc chi Pomacentrus trong họ Cá thia. Loài này được mô tả lần đầu tiên vào năm 1928.

## Từ nguyên
Từ định danh trong tiếng Latinh mang nghĩa là "vệt đốm", hàm ý đề cập đến đốm đen lớn trên vây hậu môn của loài cá này.

## Phạm vi phân bố và môi trường sống
P. stigma hiện chỉ được tìm thấy tại Philippines và đảo Đài Loan. P. stigma sống tập trung gần các rạn san hô và mỏm đá ngầm ở độ sâu khoảng 2–15 m.

## Mô tả
Chiều dài lớn nhất được ghi nhận ở P. stigma là 13 cm. Cơ thể có màu nâu xám nhạt với một đốm đen đặc trưng trên vây hậu môn.
Số gai ở vây lưng: 14; Số tia vây ở vây lưng: 13–14; Số gai ở vây hậu môn: 2; Số tia vây ở vây hậu môn: 14–15; Số gai ở vây bụng: 1; Số tia vây ở vây bụng: 5.

## Sinh thái học
Thức ăn của P. stigma bao gồm tảo và các loài động vật phù du. Cá đực có tập tính bảo vệ và chăm sóc trứng.